# Windows Small Business Server 2003
Microsoft Windows Small Business Server 2003 ist ein Netzwerkbetriebssystem des Softwareherstellers Microsoft. Es wurde speziell auf die Anforderungen kleiner Unternehmen abgestimmt. Durch die Kombination mehrerer Softwareprodukte zu einem vergleichsweise günstigen Preis sollen insbesondere kleine Unternehmen als Käufer angesprochen werden.

## Editionenunterschiede
Microsoft Windows Small Business Server 2003 R2 wird in einer Standard- und einer Premium-Edition angeboten.
Die Standard Edition enthält folgende Microsoft-Einzelprodukte:
- Microsoft Windows Server 2003 Standard Edition
- Microsoft Exchange Server 2003 Standard Edition
- Microsoft Windows SharePoint Services
- Microsoft Shared Fax
- Microsoft Outlook 2003

Die Premium Edition enthält alle Komponenten der Standard Edition und beinhaltet ab der Version R2 folgende weitere Technologien:
- Microsoft Internet Security and Acceleration Server 2004 Standard Edition
- Microsoft SQL Server 2005 Workgroup Edition
- Microsoft FrontPage 2003

## Begriffserklärung R2 (Release 2)
Einige Microsoft-Serverprodukte wurden im ersten Halbjahr 2006 um einige Funktionen verfeinert. Diese tragen die Bezeichnung „R2“ hinter dem eigentlichen Produktnamen. Die Bezeichnung „R1“ wird mitunter verwendet, um die „R2“-Versionen explizit von ihren Vorgängern zu unterscheiden; sie war nie Bestandteil der offiziellen Produktbezeichnungen.

## Technische Unterschiede zwischen R1 und R2
- Ab R2 ist der „SQL-Server 2005 Workgroup Edition“ im Paket der Premium-Edition enthalten. Das erste Release beinhaltet in der Standardversion eine MSDE (Microsoft Data Engine) und den „SQL-Server 2000 Standard“ in der Premium Edition. Falls man ein Upgrade auf R2 durchführen will, sollte man vorher prüfen, ob alle installierten Datenbankanwendungen kompatibel zum SQL-Server 2005 sind. Die Installation der SQL-Server 2005 Workgroup-Edition ist obligatorisch und kann nicht verhindert werden.
- Aktualisierungsdienste (Green-Check) wurden eingeführt. Dieses Feature unterstützt Administratoren dabei, Microsoft-Software unternehmensweit auf dem neusten Stand zu halten, was das Windows-Update anbelangt. Es handelt sich dabei faktisch um eine Integration des WSUS in den Small Business Server 2003 R2. Diese WSUS-Version ist beschränkt auf zwei Gruppen, Computer und Server. Die Verwaltung ist in die SBS-Verwaltungskonsole integriert und durch vorgegebene Verteilregeln einfach handhabbar.
- Die maximale Größe der Exchange-Datenbank wurde von 16 auf 75 Gigabytes erhöht. Diese Erweiterung ist dadurch bedingt, dass der im „Microsoft Small Business Server 2003“ enthaltene „Exchange Server 2003 Standard“ auf dem Datenträger des zweiten Release das Service Pack 2 für Exchange-Server bereits enthält, welches für die Erweiterung von 16 auf 75 Gigabyte verantwortlich ist.
- SBS 2003 R2 enthält „File Server Ressourcen Management“. Dies ermöglicht Kontingentverwaltung (Quotas) auf Ordnereben, Dateiprüfung nach Dateinamensendung (File-Screening) z. B. Blockieren multimedialer Inhalte für bestimmte Ordner, und Speicherplatzberichte für Quotas und Dateiprüfung.
- SBS 2003 R2 enthält nicht „Distributed File System Replication DFS-R“, was zusammen mit den anderen Releases des Windows-Server 2003 R2 eingeführt worden ist. SBS 2003 R2 muss sich nach wie vor mit dem normalen DFS begnügen und mit seinen Einschränkungen bzgl. standortübergreifender Replikation (fehlende Bandbreitenoptimierung).
- Auch die R2-Version des SBS ist reine 32-Bit-Software. Erst der Ende 2008 freigegebene Nachfolger Microsoft Windows Small Business Server 2008 ist reine 64-Bit-Software, welche auch entsprechende Hardware voraussetzt.

## Lizenztechnische Unterschiede zwischen R1 und R2
Unter Verwendung des Microsoft Small Business Server 2003 R1 gilt:
- Die „Small Business Server Client Access Licenses“ (SBS CALs) gestatten Benutzern/Geräten, auf weitere Windows-Server innerhalb des Netzwerks zuzugreifen.
- Die „Small Business Server CALs“ gestatten nicht den Zugriff auf weitere Exchange- oder SQL-Server innerhalb des Netzwerks.

Unter Verwendung des Microsoft Small Business Server 2003 R2 gilt:
- Die „Small Business Server CALs“ gestatten Benutzern/Geräten, auf weitere Windows-Server innerhalb des Netzwerks zuzugreifen.
- Die „Small Business Server CALs“ gestatten den Zugriff auf weitere „Exchange Server 2003 Standard“ und „SQL-Server 2005 Workgroup Edition“ innerhalb des Netzwerks. Diese Regel gilt jedoch nur für diese beiden Produkte, und wenn sie sich innerhalb des gleichen Netzwerks befinden wie der Small-Business-Server.

## Lizenzierung
Im Lieferumfang befinden sich fünf sogenannte CALs (Client Access License). Das bedeutet, dass fünf Benutzer oder Computer Zugriff auf die vom Server zur Verfügung gestellten Ressourcen haben. Gängig ist es, die Lizenzierung pro Benutzer und nicht pro Gerät zu betreiben. In Betrieben, die Schichtbetrieb betreiben, kann jedoch die Lizenzierung pro Gerät von finanziellem Vorteil sein.
Eine CAL für einen Benutzer erlaubt es, jede der im Lieferumfang enthaltenen Technologien des Small-Business-Servers 2003 in vollem Umfang zu nutzen. Da der Small-Business-Server auf kleine und mittelgroße Betriebe ausgelegt ist, beinhaltet die Software eine Beschränkung auf 75 CALs.
Bei mehr als 5 CALs sollte die empfohlene Systemanforderung eingehalten werden, da sonst eine Verlangsamung des Servers auftreten kann.
Mit Hilfe des Transitionpacks kann der Small-Business-Server 2003 in seine Einzelkomponenten überführt werden. Nach Anwendung des Transitionpacks besitzt man sowohl technisch als auch lizenzrechtlich die Basiskomponenten des SBS2003 in seiner jeweiligen Version. Die Beschränkungen des SBS2003 gegenüber den Basiskomponenten sind dann aufgehoben. Das betrifft vor allem die Lizenzanzahlbeschränkung auf 75 CAL und die Rollenbeschränkung des Servers. Auch die Terminalservices stehen danach zur Verfügung, man erhält aber durch das Transitionpack keine Lizenz (TSCAL) dafür.

## Sonstige technische Informationen
- Sämtliche Komponenten des Microsoft-Windows-Small-Business-Servers 2003 sind auf einem physikalischen Computer zu installieren. Es ist nicht gestattet bzw. unmöglich, eine Mitgliedstechnologie auf einem anderen Computer zu installieren, ohne diese separat zu lizenzieren.
- Der Microsoft-Windows-Small-Business-Server 2003 muss der erste Domänencontroller (DC) der Domäne sein. Die Domäne darf weitere Domänencontroller enthalten.
- Zusätzliche DC (keine SBS) an entfernten Standorten mit Replikation sind möglich und erlaubt.
- Der Microsoft-Windows-Small-Business-Server 2003 unterstützt keine Terminalserver-Funktionalitäten, obgleich diese Bestandteil des Windows-Server 2003 sind, auf denen der Microsoft-Windows-Small-Business-Server 2003 technisch gesehen basiert. Es ist jedoch möglich, zu Wartungszwecken bis zu drei Remotedesktop-Verbindungen gleichzeitig zum Server aufzubauen (zwei neue Verbindungen und eine zur Übernahme der Konsole).
- Es ist möglich, Terminalservices auf einem weiteren Server in der Domäne bereitzustellen. Dieser Server darf kein SBS sein. Dies kann sogar ein virtueller Server in einem Microsoft-Virtual-Server 2005 auf dem SBS sein.